# Esposas

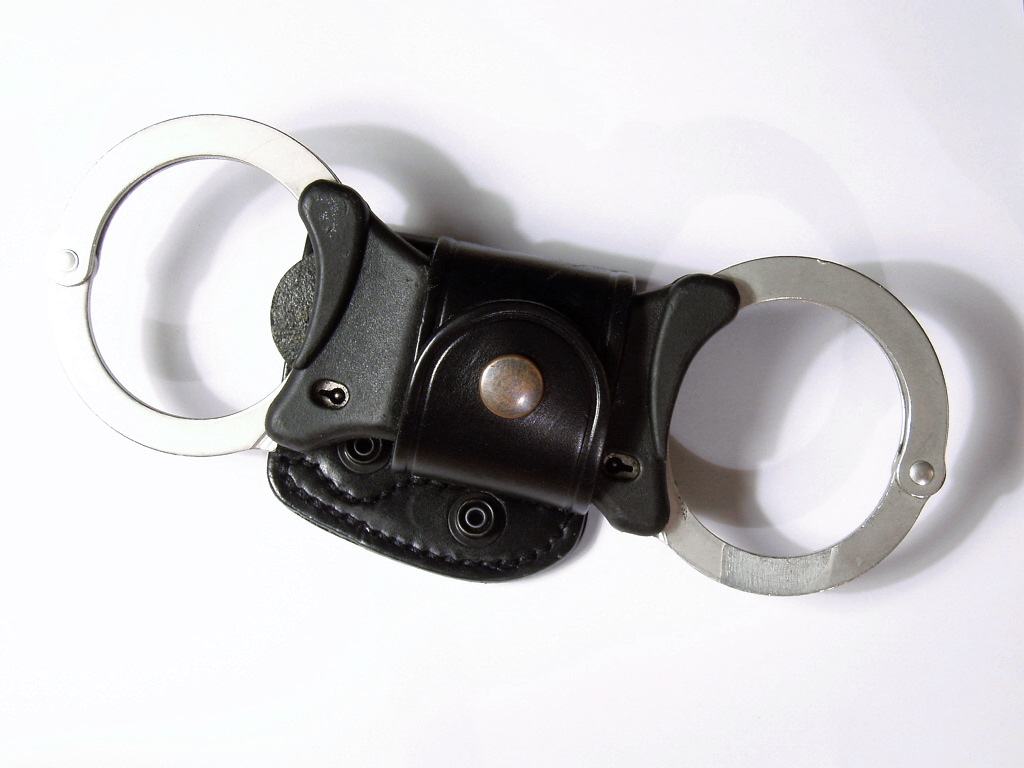
Esposas modernas de la policía de Reino Unido.

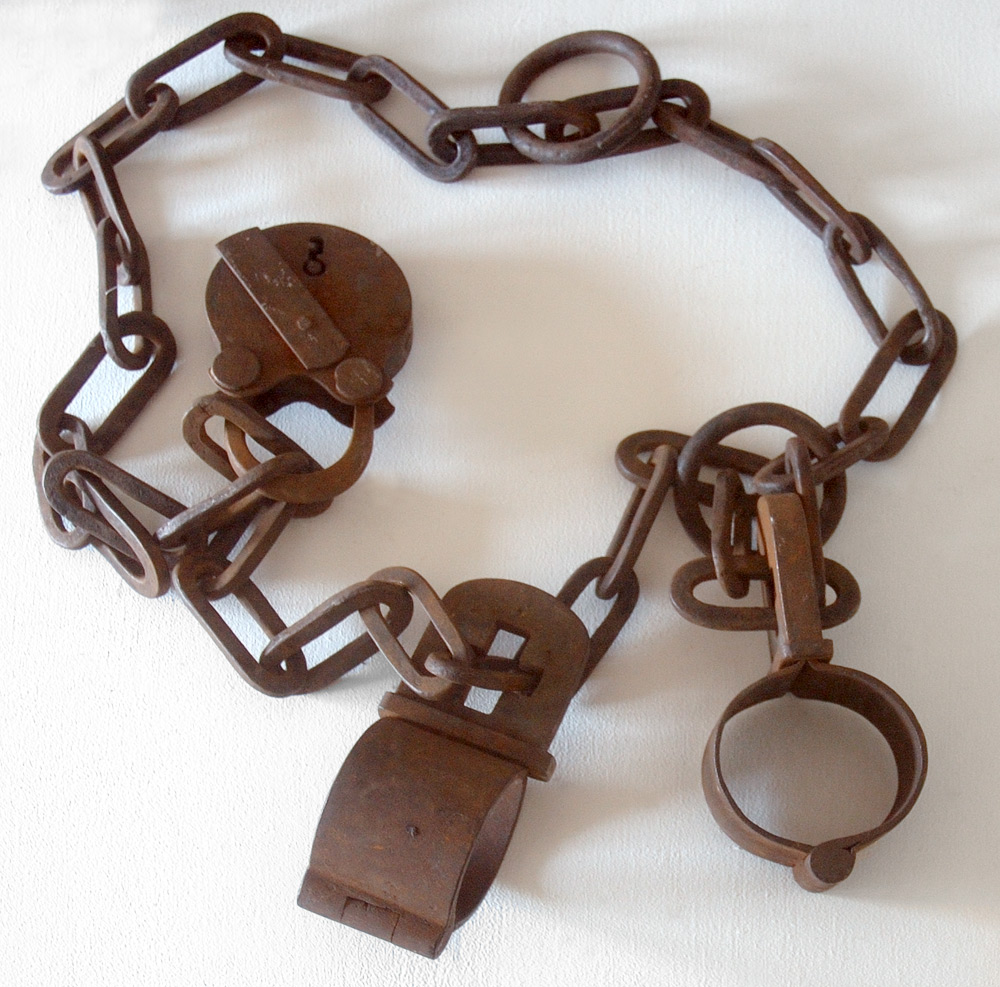
Esposas antiguas.

Las esposas, marrocas, o chachas, son un dispositivo de seguridad diseñado para mantener juntas las muñecas de un individuo. En ocasiones son utilizadas en conjunto con dispositivos de restricción de movimiento adicionales como cinturón de transporte o cajas de cobertura.
Son empleadas por la policía para apresar a los delincuentes.

## Tamaño
La esposa normalmente dispone de un trinquete o garfio para favorecer su rápido uso y permitir el ajuste a varios tamaños de muñeca.

## Tipos
Hay esposas de metal, de acero inoxidable y aluminio. También esposas de polímero y de plástico ligero.
Hay dos subtipos distintos de esposas de metal- una en la cual los puños están unidos por una cadena corta (normalmente dos uniones), mientras que el otro, de origen más reciente, utiliza una bisagra para ese propósito. Como las esposas con bisagras son algo más pequeñas cuando están completamente extendidas pueden ser usadas más fácilmente por policías que tengan las manos relativamente pequeñas y también pueden parecer más seguras ya que los puños quedan más unidos que con el subtipo de cadena, además están más firmemente sujetas. Un tercer tipo, las esposas rígidas tienen un bloque de metal o barra entre los puños. Aunque más engorrosas de llevar por lo que abultan permiten diversas formas de arresto y control. Existen varios accesorios destinados a mejorar la seguridad de las esposas incluyendo cajas que caben sobre la cadena o bisagra y pueden ser cerradas a su vez con un candado.
Hay veces en las que son necesarios dos pares de esposas para retener a una persona de un tamaño excepcional, porque las manos no pueden ponerse lo suficientemente próximas la una a la otra.; en este caso uno de los puños del par de esposas es unido a unos de los puños de la otra pareja de esposas y las esposas abiertas que quedan se aplican a las muñecas de la persona.

## Esposas de plástico
Existen unas esposas de plástico de peso ligero, parecidas a los precintos que se usan para sujetar cables eléctricos. Pueden ser llevadas en grandes cantidades por soldados o policías y por tanto sirven para situaciones donde es previsible que se necesite un gran número de esposas como en grandes protestas. En los últimos años, las aerolíneas han empezado a llevar este tipo de esposas como una manera de refrenar a pasajeros conflictivos. Estas esposas son consideradas como altamente ineficientes en relación con el coste, ya que no permiten ser aflojadas y es necesario cortarlas para tomar las huellas dactilares al detenido o permitirle ir a hacer sus necesidades corporales. No es extraño que un mismo preso llegue usar hasta cinco de estas esposas en sus primeras horas de arresto. Se han introducido nuevos productos para tratar de solucionar este problema, como esposas de plástico que pueden ser abiertas con llave; más caras que las esposas de plástico convencionales, pueden ser usadas un número limitado de veces y no son tan fuertes como las esposas comunes. Además las esposas de plástico son consideradas como mucho más probables de causar daños a los nervios o piel de los arrestados que las de metal.

## Grilletes

Prisionera en centro de detención usando esposas en las muñecas y grilletes en los tobillos.

En ocasiones cuando un preso es considerado especialmente peligroso, se pueden usar también grilletes, que consiste en un tipo de esposas que se colocan sobre los tobillos del presidiario. La cadena que conecta un grillete con otro se puede unir también con la cadena de las esposas por medio de una cadena de unión, esto para levantar la cadena de los grilletes y evitar que el prisionero tropiece por una cadena atorada durante su andar.
Varios países permiten una sujeción especial del preso cuando exhibe un comportamiento agresivo que pueda poner en riesgo al personal de seguridad, en que la cadena de los grilletes se une directamente con la cadena de esposas aplicadas en la espalda, produciendo una inmovilización del presidiario. En algunos pocos casos las personas así atadas murieron de asfixia posicional, lo que hizo que esta práctica se convirtiera en altamente polémica e hizo que fuera seriamente restringida o incluso prohibida en muchos sitios.
También existe un tipo de grillete que se coloca solo en un tobillo y que va unido, a través de una cadena, a una pesada bola de acero o plomo. Se usa en países donde se somete a los reos a penas de trabajos forzados con la finalidad de evitar que puedan escapar.

## Llaves

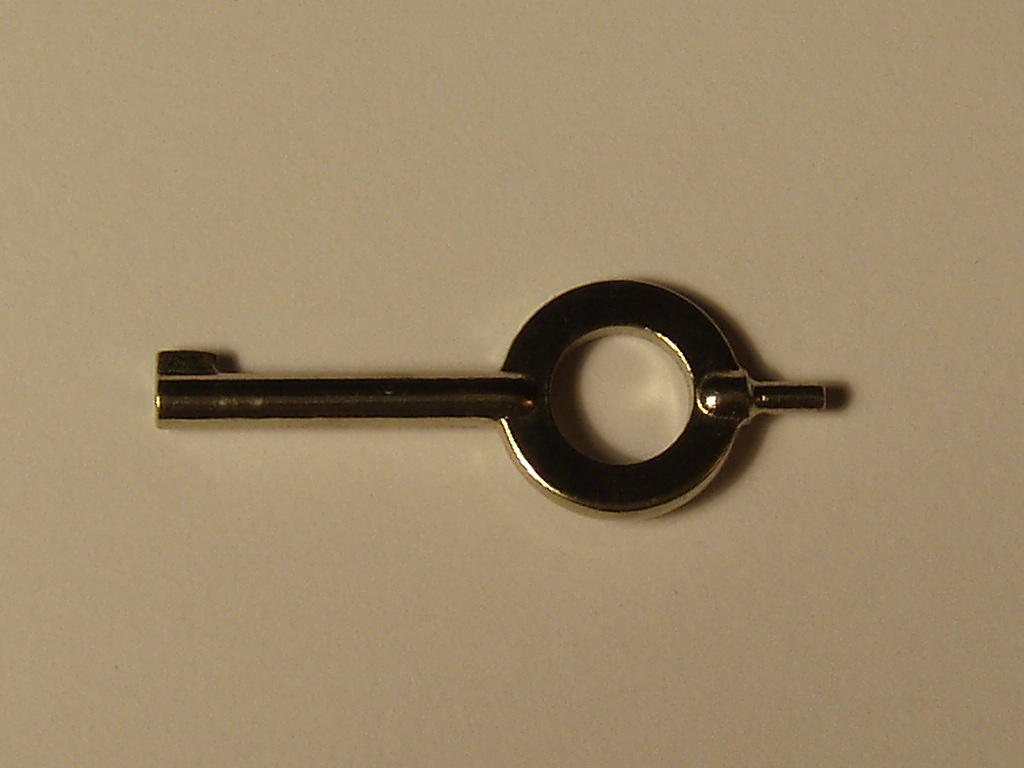
Llave universal.

La mayoría de las esposas modernas de América Latina, Canadá, Estados Unidos y Reino Unido pueden ser abiertas con una misma llave estándar para evitar problemas en caso de que se pierdan las llaves. De todas formas hay esposas de distintos tipos y las esposas de máxima seguridad requieren llaves especiales.